# Klubbland, Liseberg
Klubbland – I huvudet på Håkan Hellström var en tillfällig interaktiv utställning i nöjesparken Liseberg i Göteborg. Utställningen fokuserade på den svenska popartisten Håkan Hellström och öppnade i samband med nöjesparkens säsongspremiär 22 april 2017.
Klubbland-utställningen visas under säsongen 2017 och är inrymd i samma byggnad som museet Evert Taubes värld var beläget åren 2008–2016, strax söder om Stora scenen. Utställningen har hämtat sitt namn från Hellströms sång "Klubbland" på albumet Nåt gammalt, nåt nytt, nåt lånat, nåt blått från 2005.